# نبرد فیلیپی
نبرد فیلیپی (انگلیسی: Battle of Philippi) نبرد بین نیروهای مارک آنتونی و آگوستوس _ اعضاء تریوم ویرات دوم _ و رهبران قتل ژولیوس سزار یعنی مارکوس یونیوس بروتوس و گایوس کاسیوس لونگینوس در ۴۲ سال قبل از میلاد مسیح بوده‌است.
این نبرد شامل بیش از ۲۰۰٬۰۰۰ مرد در یکی از بزرگترین جنگ‌های داخلی روم بود که شامل دو درگیری در غرب شهر باستانی فیلیپی بود. در نتیجه این جنگ باقی مانده سپاه جمهوری شکست می‌خورد. 
درگیری نخست در هفته اول اکتبر روی داد؛ بروتوس در برابر اکتاویان قرار گرفت و نیروهای آنتونی با نیروهای کاسیوس جنگیدند. سپاهیان روم عملکرد ضعیفی داشتند؛ انضباط پایین، عدم وجود هماهنگی تاکتیکی و فقدان ناشیانه تجربه فرماندهی به وضوح در هر دو طرف مشهود بود، به طوری که هیچ یک قادر به بهره‌برداری از فرصت‌های پیش‌آمده نبودند. در ابتدا، بروتوس، اکتاویان را عقب راند و وارد اردوگاه لژیون‌های وی شد. با این حال، در جنوب، کاسیوس از آنتونی شکست خورد و پس از شنیدن گزارشی نادرست مبنی بر شکست بروتوس، دست به خودکشی زد. بروتوس نیروهای باقی‌مانده کاسیوس را دوباره سازماندهی کرد، و هر دو طرف به سپاه خود دستور دادند تا همراه با غنائم به اردوگاه‌هایشان عقب‌نشینی کنند. نتیجه این نبرد اساساً مساوی بود، اما خودکشی کاسیوس این وضعیت را تحت‌الشعاع قرار داد. 
درگیری دوم در ۲۳ اکتبر، پس از نبردی سخت، به شکست نهایی نیروهای بروتوس انجامید. او نیز به نوبه خود جانش را گرفت (خودکشی کرد)، و بدین ترتیب کنترل جمهوری روم را به تریومویرات (حکومت سه نفره آنتونی، اکتاویان و لپیدوس) سپرد. و پس از مدتی اندک موجب سقوط جمهوری روم و برپایی امپراتوری آگوستوس و پیدایش امپراتوری روم می‌شود.

## پیش زمینه
پس از ترور سزار، دو توطئه گر اصلی، بروتوس و کاسیوس، که به عنوان آزادی خواهان و رهبران جمهوری خواهان نیز شناخته می شوند، ایتالیا را ترک کردند. آنها کنترل تمام استان های شرقی از یونان تا سوریه و پادشاهی های شرقی را به دست گرفتند. در روم، سه رهبر اصلی سزارین (آنتونی، اکتاویان و لپیدوس)، که تقریباً تمام ارتش روم را در غرب کنترل می‌کردند، مخالفان درون مجلس سنا را درهم شکستند و سه‌گانه دوم را تأسیس کردند. یکی از اولین وظایف آنها نابودی نیروهای آزادی خواه بود، نه تنها برای کنترل کامل روم، بلکه برای انتقام مرگ سزار.